# Ouled Addi Guebala
Ouled Addi Guebala est une commune algérienne de la daïra Ouled Derradj, Wilaya de M'Sila. Elle se situe à environ 35 km du siège de la wilaya.

## Géographie
La commune d'Ouled Addi Guebala se situe à l'est de M'sila.Elle se trouve à l'est d'Ouled Derredj, à l'Ouest de Barhoum, au nord-ouest d'Ain Khadra, au sud-ouest d'Ouled Hannach.
Les villages d'Ouled Addi Gubala sont : Ouled Beya, Laouaiz, Laaouabi, Tolba, Ouled Guesmia, Derafla, Laatalat, Maatig, M'rahnia, Ouled Atia, Lehmaid, Ouled youcef, Djelail, Chebabha, Lehmaim, Chorfa.